# Sherrard Clemens

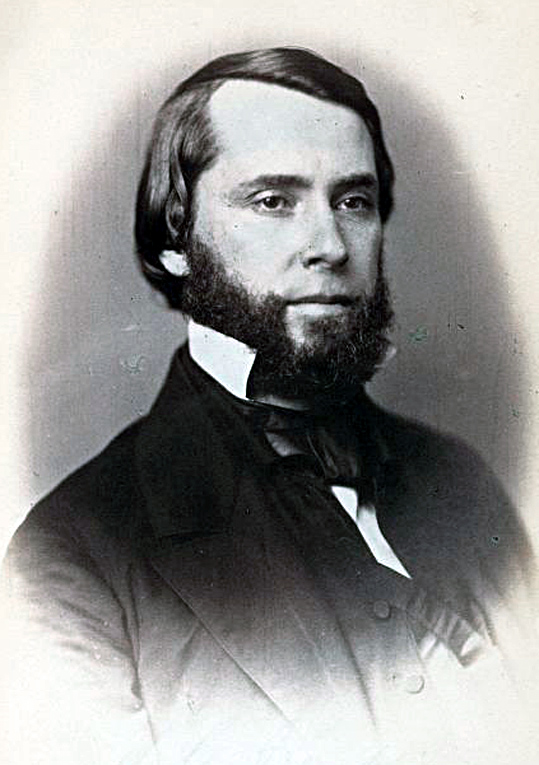
Sherrard Clemens (1859)

Sherrard Clemens (* 28. April 1820 in Wheeling, Virginia; † 30. Juni 1881 in St. Louis, Missouri) war ein US-amerikanischer Politiker. Zwischen 1852 und 1861 vertrat er zwei Mal den Bundesstaat Virginia im US-Repräsentantenhaus.

## Werdegang
Der im heutigen West Virginia geborene Sherrard Clemens war ein Cousin von Samuel Clemens, der als Mark Twain bekannt wurde. Er schrieb sich zunächst an der US-Militärakademie in West Point ein. Nach sechs Monaten gab er diese Ausbildung auf. Nach einem anschließenden Jurastudium am Washington College und seiner 1843 erfolgten Zulassung als Rechtsanwalt begann er in Wheeling in diesem Beruf zu arbeiten. Gleichzeitig schlug er als Mitglied der Demokratischen Partei eine politische Laufbahn ein.
Nach dem Rücktritt des Abgeordneten George W. Thompson wurde Clemens bei der fälligen Nachwahl für den 15. Sitz von Virginia als dessen Nachfolger in das US-Repräsentantenhaus in Washington, D.C. gewählt, wo er am 6. Dezember 1852 sein neues Mandat antrat. Bis zum 3. März 1853 beendete er dort die laufende Legislaturperiode. Bei den Kongresswahlen des Jahres 1856 wurde Clemens im zehnten Wahlbezirk seines Staates erneut in das US-Repräsentantenhaus gewählt, wo er am 4. März 1857 auf Zedekiah Kidwell folgte. Nach einer Wiederwahl konnte er bis zum 3. März 1861 zwei volle Legislaturperioden im Kongress absolvieren. Diese waren von den Ereignissen im Vorfeld des Bürgerkrieges geprägt.
Im Jahr 1861 war Clemens Delegierter auf der Versammlung, auf der Virginia den Austritt aus der Union beschloss. Clemens war ein Gegner dieses Schrittes. In den folgenden Jahren praktizierte er in Wheeling wieder als Anwalt. Später verlegte er seinen Wohnsitz und seine Kanzlei nach St. Louis, wo er am 30. Juni 1881 verstarb. Sherrard Clemens wurde auch durch ein Duell mit Jennings Wise, dem Sohn von Gouverneur Henry A. Wise, bekannt, bei dem Wise unverletzt blieb, Clemens aber verwundet wurde.